# فضای همبند

بالای خط فضای A همبند است و پایین خط فضای B یک فضای ناهمبند می‌باشد.

فضای همبند در شاخه توپولوژی ریاضیات، فضایی را گویند که هیچ جداسازی نداشته باشد. فضایی که همبند نباشد را ناهمبند می‌خوانند. یک جداسازی یعنی زوج مرتبی مانند {\displaystyle (U,V)} که U و V دو مجموعه باز غیر تهی Xاند به طوری که {\displaystyle X=U\cup V}.
زیرمجموعه‌ای از فضای توپولوژیکی X را یک مجموعه همبند می‌نامند اگر به‌عنوان زیرفضایی از X، فضایی هم‌بند باشد.
می‌توان به‌سادگی شکل‌هایی ناهمبند تجسم کرد. یک مثال ساده عبارت است از فضای تشکیل شده از دو مستطیل که هریک از آن‌ها فضایی است که با دیگری پیوند ندارد. این فضا هم‌بند نیست؛ چرا که این دو مستطیل از هم جدا هستند. مثال خوب دیگری نیز وجود دارد و آن صفحه‌ای است که یک بخش با شکل حلقه‌ای از آن حذف شده باشد. این فضا نیز هم‌بند نیست؛ زیرا نمی‌توان یک نقطه از درون حلقه را به نقطه‌ای در بیرون حلقه پیوند داد و در اینجا علت برگزیدن واژة «هم‌بندی» دیده می‌شود.

## همبند راهی
اگر X یک فضا و a, b دو نقطه از آن باشند. در این صورت منظور از یک راه در X از a به b تابعی پیوسته مانند {\displaystyle \alpha :[0,1]\to X} است به طوری که {\displaystyle \alpha (0)=a,\alpha (1)=b} می‌باشد. فضای X را همبند راهی می‌خوانیم اگر به ازای هر دو نقطه از X راهی در X از a به b وجود داشته باشد.

## تعریف سوری
فضای توپولوژیکی X ناهم‌بند نامیده می‌شود اگر بتوان آن را به‌صورت اجتماع جدا از هم مجموعه‌های باز نوشت. در غیر این‌صورت، گفته می‌شود X هم‌بند است. گفته می‌شود زیرمجموعه‌ای از یک فضای توپولوژیکی هم‌بند است اگر تحت توپولوژی زیرفضایی هم‌بند باشد. برخی از نویسندگان مشخصاً مجموعه تهی را از این تعریف حذف می‌کنند؛ چرا که با توپولوژی یکتای خود می‌تواند فضایی هم‌بند باشد، ولی این دانش‌نامه از این راه پیروی نمی‌کند.
برای فضای توپولوژیکی X، شرایط زیر معادل هستند:
1. X هم‌بند است.
2. X را نمی‌توان به دو مجموعه بسته جدا از هم ناتهی بخش کرد.
3. تن‌ها زیرمجموعه‌های X که هم باز هستند و هم بسته (مجموعه‌های بازسته)، X و مجموعه تهی هستند.
4. تن‌ها زیرمجموعه‌های X که مرز تهی دارند، X و مجموعه تهی هستند.
5. X را نمی‌توان به‌صورت اجتماع دو مجموعه جدا شده ناتهی نوشت.

۶. تن‌ها نگاشت‌های پیوسته از X به {۰، ۱}، نگاشت ثابت است.
زیرمجموعه‌های ماکسیمال هم‌بند هر فضای توپولوژیکی، سازه‌های هم‌بند آن فضا نامیده می‌شوند. این سازه‌ها فضای مفروض را افراز می‌کنند (یعنی، ناتهی و جدا از هم هستند و اجتماع آن‌ها نیز کل فضا را تشکیل می‌دهد). هر سازه زیرمجموعه بسته‌ای از فضای اصلی است. به‌طور کلی، این سازه‌ها لازم نیست باز باشند: برای نمونه، سازه‌های اعداد گویا مجموعه‌های تک‌نقطه‌ای هستند. فضایی که در آن همهٔ سازه‌ها مجموعه‌های تک‌نقطه‌ای باشند، یک‌سره ناهم‌بند نامیده می‌شود. فضای X یک‌سره جداشده نامیده می‌شود اگر برای هر دو عنصر x و y از X، همسایگی‌های باز جدا از هم U برای x و V برای y وجود داشته باشند به‌گونه‌ای که X برابر باشد با اجتماع U و V. آشکار است که هر فضای یک‌سره جداشده، یک‌سره ناهم‌بند نیز هست؛ اما وارون آن درست نیست. برای نمونه، دو کپی از مجموعه اعداد گویا Q را در نظر بگیرید و در هر نقطه به‌جز صفر، آن‌ها را بازشناسید. فضای حاصل، با توپولوژی خارج‌قسمتی، یک‌سره ناهم‌بند است؛ ولی با در نظر گرفتن دو کپی از صفر، دیده می‌شود که این فضا یک‌سره جداشده نیست. در حقیقت این فضا حتی هاوسدورف هم نیست و شرط یک‌سره جداشدگی اکیداً قوی‌تر از شرط هاوسدورف بودن است.